# Amblyteles pealei
Amblyteles pealei är en stekelart som beskrevs av Cockerell 1927. Amblyteles pealei ingår i släktet Amblyteles och familjen brokparasitsteklar. Inga underarter finns listade i Catalogue of Life.